# Weiterstadt
Weiterstadt é uma cidade no distrito de Darmstadt-Dieburg, estado de Hesse, Alemanha.
Situada a 20 km ao sul do Aeroporto de Frankfurt, a cidade consiste de quatro bairros, onde desenvolveu áreas industriais e comerciais, e uma parte central. Tem uma população de 24.234 habitantes, (censo 2009) numa área de 34,4 km2 e encontra-se 105 m acima do nível do mar.

## História
Sua primeira menção em documentos data de 948 d.C., com o nome de Widerestat, consistindo de apenas algumas poucas dezenas de metros. Durante a Idade Média, a cidade foi propriedade de vários nobres diferentes. Sua primeira estação de trem foi inaugurada em 1875. Após a I Guerra Mundial, ela esteve na zona de ocupação francesa, que aproveitou-se da existência da estação como ponto de reunião e transporte de tropas para aeroportos próximos.
Em 25 de março de 1945, a cidade foi ocupada por tropas norte-americanas. Após a guerra, foram construídas mais escolas e a linha de trem foi eletrificada e começou o seu maior período de desenvolvimento industrial.
Em 1993, a cidade teve projeção nacional e internacional, depois de atentado à bomba realizado pela organização extremista Fração do Exército Vermelho (também conhecida como Grupo Baader-Meinhof), que destruiu à dinamite grande parte da recém-construída penitenciária local.  Após o atentado ela foi reconstruída e continua em operação até os dias de hoje.